# 定量研究
在社會科學中，定量研究（英語：Quantitative research），或又稱為量化研究，指的是采用統計、數學或計算技術等方法来对社會現象進行系統性的經驗考察。這種研究的目標是發展及運用與社會現象有關的数学模型、理論或假設。定量研究中最重要的過程是測量的過程，因為這個過程根本上連結了現象的「經驗觀察」與「數學表示」。量化數據包括以統計或百分比等數字形式呈現的各種資料。定量研究方法一般会经历获得数据、数据预分、数据分析和分析报告四个阶段。定量研究方法采用统计与线性规划两种分析方法。

## 统计
统计包含以下几种方法：
- 基本统计分析方法

1. 其中包含描述性分析：总量分析、相对数分析、平均数、变异指数等。
2. 集中趋势概率分析：算数平均数、中位数、众数。
3. 离散程度分析：极差、方差。

- 列表分析
- 假设检验分析

1. 分布样式
2. 参数估计（包含点、区间）
3. 统程
4. 多项分析与X2检验

- 多元统计分析

1. 一元线性回归分析
2. 聚类分析

## 线性规划
线性规划一般是涉及运筹、矩阵等方法。